# Richard III de Crissey
Richard III de Crissey fut évêque de Verdun de 1163 à 1171.

## Biographie
Parti en croisade, il mourut en Terre sainte. Arnoul de Chiny lui succéda.
Il n'avait pas eu le temps d'être sacré après son élection.